# راديو القراصنة

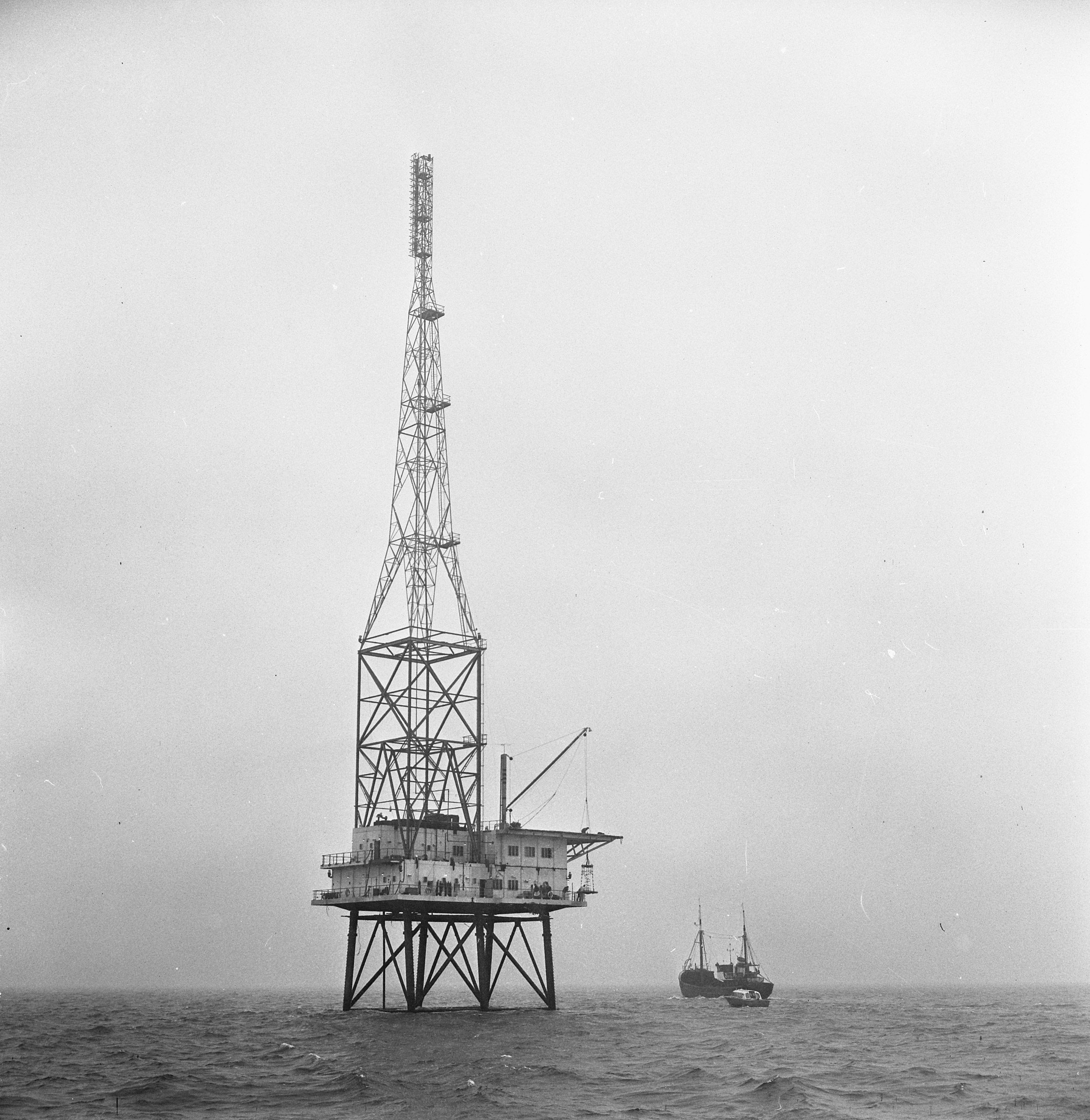
كانت جزيرة REM عبارة عن منصة قبالة الساحل الهولندي استخدمت كمحطة إذاعية للقراصنة في عام 1964 قبل أن يتم تفكيكها من قبل مشاة البحرية الهولندية.

راديو القراصنة أو محطة راديو القرصنة هي محطة إذاعية تبث بدون ترخيص ساري المفعول. في بعض الحالات، تعتبر محطات الراديو قانونية من حيث يتم إرسال الإشارة، ولكنها غير قانونية من حيث يتم استقبال الإشارات — خاصةً عندما تعبر الإشارات حدودًا وطنية. في حالات أخرى، يمكن اعتبار البث «قرصانًا» نظرًا لطبيعة محتواه، أو من حيث تنسيق الإرسال (خاصةً الفشل في إرسال تعريف محطة وفقًا للوائح)، أو قدرة الإرسال (القوة الكهربائية) للمحطة، حتى لو الإرسال غير قانوني من الناحية الفنية (مثل الإرسال اللاسلكي للهواة). يُطلق على راديو القراصنة أحيانًا اسم راديو غير شرعي  (وهو مصطلح يرتبط بشكل خاص بالراديو ثنائي الاتجاه) أو الراديو السري (المرتبط بالعمليات ذات الدوافع السياسية الشديدة) أو الراديو الحر .

## تاريخ
بدأت «قرصنة» الراديو مع ظهور أنظمة موجات الأثير في عصر الإذاعة. في البداية، كان الراديو، أو اللاسلكي كما كان يُطلق عليه شائع جداً في ذلك الوقت، كان مجالاً مفتوحًا للهواة والمخترعين والمجرِّبين الأوائل. اختلفت درجة سيطرة الدولة حسب الدولة، على سبيل المثال في المملكة المتحدة، كان عمل ماركوني مدعومًا من قبل المكتب البريدي، ولكن في عصر التنظيم الضعيف، قام ساحر قاعة الموسيقى نيفيل ماسكيلين باختطاف مظاهرة عمداً.
بدأت البحرية الأمريكية في استخدام الراديو للأشارة للوقت وتقارير الطقس على الساحل الشرقي للولايات المتحدة في تسعينيات القرن التاسع عشر. قبل ظهور تقنية الصمام (الأنبوب المفرغ)، استخدم عشاق الراديو الأوائل أجهزة إرسال ضوضاء ذات فجوة شرارية، مثل أول تقنية تعديل فجوة الشرارة التي ابتكرها أول مذيع راديو صوتي حقيقي (بدلاً من رمز التلغراف)، تشارلز دي هيرولد، في سان خوسيه ، كاليفورنيا، أو ملف رومكورف الذي استخدمه جميع المجربين الأوائل تقريبًا. سرعان ما بدأت البحرية في الشكوى للصحافة المتعاطفة من أن الهواة كانوا يعطّلون الإرسال البحري. ذكرت طبعة 25 مايو 1907 من عالم الكهرباء في مقال بعنوان "Wireless and Lawless"  أن السلطات لم تتمكن من منع أحد الهواة من التدخل في تشغيل محطة حكومية في ساحة البحرية بواشنطن العاصمة باستخدام الوسائل القانونية.
في الفترة التي تسبق اتفاقية لندن للإبراق الراديوي في عام 1912 (اتفاقية السادة الدولية بشكل أساسي بشأن استخدام النطاق اللاسلكي، غير ملزمة، وفي أعالي البحار، لاغية تمامًا)، ووسط المخاوف المتعلقة بسلامة الراديو البحري بعد غرق سفينة التايتانيك في أبريل من ذلك العام (على الرغم من عدم وجود أي مزاعم بتدخل الراديو في هذا الحدث)، نشرت صحيفة نيويورك هيرالد في 17 أبريل 1912، مبادرة الرئيس ويليام هوارد تافت لتنظيم موجات الأثير العامة في مقال بعنوان «الرئيس يتحرك لإيقاف حكم الغوغاء اللاسلكي.»

### الولايات المتحدة الأمريكية
في الولايات المتحدة الأمريكية، عندما صدر «قانون تنظيم الاتصال اللاسلكي» في 13 أغسطس 1912، لم يُمنع الهواة والمُجرِّبون من البث؛ بدلاً من ذلك، تم تخصيص طيف التردد الخاص بالهواة، وتم تقديم الترخيص وإشارات النداء. من خلال تنظيم موجات الأثير العامة، أنشأ الرئيس تافت المساحة القانونية للبث المفتوح. تم تشكيل وكالة فيدرالية بأكملها، وهي لجنة الراديو الفيدرالية، في عام 1927 ونجحت في عام 1934 من قبل لجنة الاتصالات الفيدرالية. ستقوم هذه الوكالات بفرض قواعد على إشارات النداء والترددات المخصصة والترخيص والمحتوى المقبول للبث.
أعطى قانون الراديو لعام 1912 للرئيس الإذن القانوني لإغلاق محطات الراديو «في وقت الحرب»، وخلال أول عامين ونصف من الحرب العالمية الأولى، قبل دخول الولايات المتحدة، كلف الرئيس ويلسون البحرية الأمريكية بمراقبة الإذاعة الأمريكية. محطات، اسميًا فقط لهدف «ضمان الحياد». استخدمت البحرية هذه السلطة لإغلاق راديو الهواة في الجزء الغربي من الولايات المتحدة (تم تقسيم الولايات المتحدة إلى «منطقتين» إذاعيتين مدنيتين لهما إشارات اتصال، تبدأ بحرف "K" في الغرب و "W" في الشرق، في الإجراءات التنظيمية؛ تم تعيين علامات نداء للبحرية تبدأ بحرف "N"). عندما أعلن ويلسون الحرب على ألمانيا في 6 أبريل 1917، أصدر أيضًا أمرًا تنفيذيًا بإغلاق معظم المحطات الإذاعية التي لا تحتاجها حكومة الولايات المتحدة. اتخذت البحرية خطوة إلى الأمام وأعلنت أنه من غير القانوني الاستماع إلى الراديو أو امتلاك جهاز استقبال أو جهاز إرسال في الولايات المتحدة، ولكن كانت هناك شكوك في أن لديهم سلطة إصدار مثل هذا الأمر حتى في وقت الحرب. تم رفع الحظر المفروض على الراديو في الولايات المتحدة في أواخر عام 1919.
في عام 1924، اتهمت شركة الهاتف والتلغراف الأمريكية (AT&amp;T) محطة مدينة نيويورك WHN بأنها «محطة خارجة عن القانون» لانتهاكها التراخيص التجارية التي تسمح فقط لمحطات AT&T ببيع وقت البث على أجهزة الإرسال الخاصة بهم. كنتيجة لتفسير AT&T ، تم الاستماع إلى قضية تاريخية في المحكمة، والتي أدت إلى تعليقات من وزير التجارة هربرت هوفر عندما اتخذ موقفًا عامًا في دفاع المحطة. على الرغم من فوز AT&T بقضيتها، إلا أن الغضب الذي أحدثه كان لدرجة أن تلك الأحكام التقييدية لترخيص جهاز الإرسال لم يتم فرضها مطلقًا.

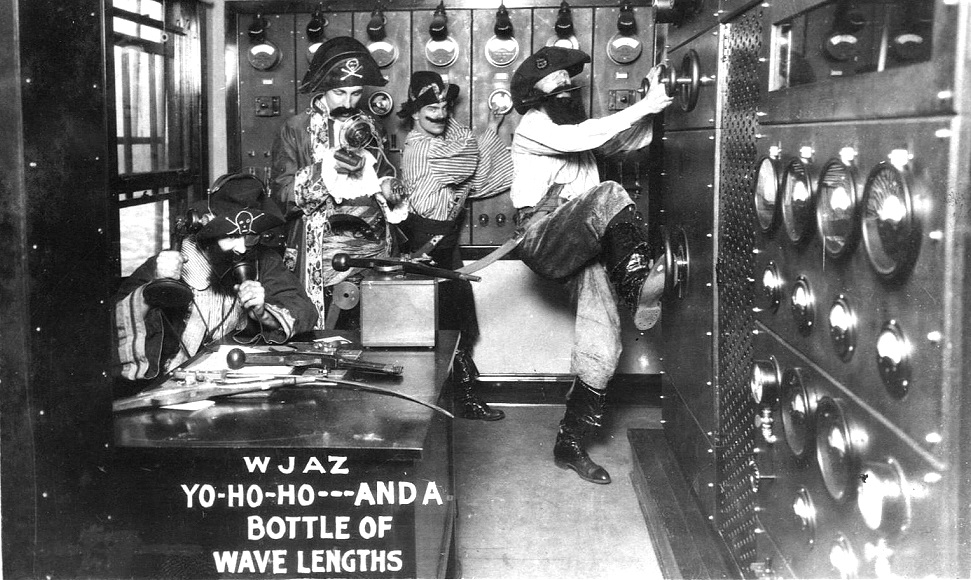
في عام 1926، تحدى WJAZ في شيكاغو، إلينوي سلطة الحكومة الأمريكية لتحديد ترددات التشغيل واتهم بكونه "قرصان موجة". ردت المحطة بصورة دعائية في فبراير 1926 لموظفيها الهندسيين وهم يرتدون زي "قراصنة الموجة".

في عام 1926، غيرت قناة WJAZ في شيكاغو ترددها إلى تردد كان مخصصًا سابقًا للمحطات الكندية دون الحصول على إذن لإجراء التغيير، واتهمته الحكومة الفيدرالية بـ «قرصنة الموجة». ووجدت المعركة القانونية الناتجة أن قانون الراديو لعام 1912 لم يسمح للحكومة الأمريكية بمطالبة المحطات بالعمل على ترددات محددة، وكانت النتيجة إقرار قانون الراديو لعام 1927 لتعزيز السلطة التنظيمية للحكومة.
بينما أصدرت المكسيك محطة إذاعية XERF مع ترخيص للبث، كانت قوة جهاز الإرسال 250 كيلوواط أكبر بكثير من الحد الأقصى البالغ 50 كيلوواط المصرح به للاستخدام التجاري من قبل حكومة الولايات المتحدة الأمريكية. ونتيجة لذلك، تم تصنيف XERF والعديد من المحطات الإذاعية الأخرى في المكسيك، التي باعت وقت البث لرعاة البرامج التجارية والدينية باللغة الإنجليزية، على أنها «محطّات حدودية»، ولكن ليس «محطات إذاعية قرصنة»، على الرغم من محتوى الكثيرين من لا يمكن أن تكون برامجهم قد تم بثها من قبل هيئة إذاعية خاضعة للتنظيم في الولايات المتحدة. أسلاف XERF، على سبيل المثال، كانوا قد بثوا في الأصل في كانساس، يدعون إلى «جراحة غدة الماعز» لتحسين الذكورة، لكنهم انتقلوا إلى المكسيك للتهرب من القوانين الأمريكية المتعلقة بالإعلان عن العلاجات الطبية، وخاصة تلك التي لم يتم إثباتها.

### أوروبا
في أوروبا، كان لدى الدنمارك أول محطة إذاعية معروفة في العالم تبث إذاعة تجارية من سفينة في المياه الدولية دون إذن من السلطات في البلد الذي تبث إليه (الدنمارك في هذه الحالة). سميت المحطة باسم Radio Mercur وبدأت البث في 2 أغسطس 1958. وسرعان ما أطلق عليه في الصحف الدنماركية اسم «راديو القرصان».

#### المملكة المتحدة
في حقبة الستينيات الواقعة في المملكة المتحدة، لا يشير المصطلح فقط إلى الاستخدام غير المصرح به المتصور للطيف الذي تديره الدولة من قبل المذيعين غير المرخصين ولكن أيضًا إلى طبيعة المخاطرة لمحطات الراديو البحرية التي تعمل فعليًا على السفن الراسية أو المنصات البحرية. تم استخدام المصطلح سابقًا في بريطانيا والولايات المتحدة لوصف المذيعين الأرضيين غير المرخصين وحتى مدافعي الحدود (على سبيل المثال، استخدمت الكوميديا البريطانية عام 1940 حول مذيع تلفزيوني غير مصرح به، باند واغون، عبارة «محطة قرصنة» عدة مرات). ومن الأمثلة الجيدة على هذا النوع من النشاط راديو لوكسمبورغ الواقع في دوقية لوكسمبورغ الكبرى. تم بث البرامج المسائية باللغة الإنجليزية من راديو لوكسمبورغ من قبل مرسلين مرخصين في لوكسمبورغ. استمع الجمهور في المملكة المتحدة في الأصل إلى أجهزة الراديو الخاصة بهم بإذن من ترخيص لاسلكي صادر عن مكتب البريد العام البريطاني (GPO). ومع ذلك، بموجب شروط هذا الترخيص اللاسلكي، كان من المخالفات بموجب قانون التلغراف اللاسلكي الاستماع إلى عمليات البث غير المصرح بها، والتي من المحتمل أن تتضمن تلك التي يتم إرسالها عن طريق راديو لوكسمبورغ. لذلك، فيما يتعلق بالسلطات البريطانية، كان راديو لوكسمبورغ «محطة إذاعية قرصنة» وكان المستمعون البريطانيون للمحطة يخالفون القانون (على الرغم من أن مصطلح «غير مصرح به» لم يتم تعريفه بشكل صحيح أبدًا، فقد كان نوعًا ما منطقة رمادية قانونية). لم يمنع هذا الصحف البريطانية من طباعة جداول برامج المحطة، أو مجلة أسبوعية بريطانية تستهدف الفتيات المراهقات، فاب 208 ، من الترويج لمنسقي الأغاني وأسلوب حياتهم (كان الطول الموجي لراديو لوكسمبورغ 208 مترًا (1439، ثم 1440). كيلو هرتز)).
انضمت لاحقًا إلى راديو لوكسمبورغ محطات قرصنة أخرى معروفة تم تلقيها في المملكة المتحدة في انتهاك لترخيص المملكة المتحدة، بما في ذلك راديو كارولين وراديو أتلانتا (فيما بعد راديو كارولين نورث وجنوب على التوالي، بعد اندماجهما ونقل السفينة الأصلية)، راديو لندن والليزر 558، الذي يبث جميعًا من سفن راسية خارج الحدود الإقليمية وبالتالي فهو مشروع. راديو جاكي، على سبيل المثال (على الرغم من الإرسال غير القانوني)، تم تسجيله لضريبة القيمة المضافة وكان عنوانه ورقم هاتفه في أدلة الهاتف المحلية.
بحلول سبعينيات القرن الماضي، انتقل راديو القراصنة في المملكة المتحدة في الغالب إلى البث الأرضي، حيث كان يبث من الأبراج في البلدات والمدن.

## راديو مجاني
ظهر اختلاف آخر لمصطلح راديو القراصنة خلال «صيف الحب» في سان فرانسيسكو خلال الستينيات. كانت هذه «إذاعة حرة»، والتي عادة ما تشير إلى البث الأرضي السري وغير المرخص. كما تم تصنيفها على أنها عمليات إرسال راديو مقرصنة. تم استخدام الراديو المجاني فقط للإشارة إلى عمليات البث الإذاعي التي كانت خارجة عن سيطرة الحكومة، كما كان الحال بالنسبة للإذاعة الخارجية في المملكة المتحدة وأوروبا.
تم تبني مصطلح الراديو المجاني من قبل رابطة الإذاعات الحرة للمستمعين الذين دافعوا عن حقوق المحطات الإذاعية البحرية التي تبث من السفن والهياكل البحرية قبالة سواحل المملكة المتحدة.
يشير فيليكس جوتاري:
التطور التكنولوجي، ولا سيما تصغير أجهزة الإرسال وحقيقة أنه يمكن للهواة تجميعها معًا، «يواجه» تطلعًا جماعيًا لبعض وسائل التعبير الجديدة.
- فيليكس جوتاري
في أوروبا، بالإضافة إلى اعتماد مصطلح الراديو المجاني ، اعتمد المستمعون الداعمون لما كان يسمى راديو القراصنة مصطلح «راديو خارجي»، وهو المصطلح الذي يستخدمه عادةً مالكو محطات البث البحرية.
في الآونة الأخيرة، يشير مصطلح «راديو مجاني» إلى أن البث كان مجانيًا وأن المحطة كانت موجودة فقط للإخراج، سواء كان ذلك نوعًا من الموسيقى أو الرأي المنطوق. في هذا السياق، تشير إذاعة «القراصنة» إلى المحطات التي تعلن عن العديد من الحفلات والهذيان وتوصيلها.

## راديو القراصنة حسب المنطقة الجغرافية
نظرًا لأن هذا الموضوع يغطي الأراضي الوطنية والمياه الدولية والمجال الجوي الدولي، فإن الطريقة الفعالة الوحيدة لمعالجة هذا الموضوع هي على أساس كل بلد على حدة والمياه الدولية والمجال الجوي الدولي. نظرًا لاختلاف القوانين، فإن تفسير مصطلح راديو القراصنة يختلف أيضًا بشكل كبير.

## البث الدعائي
قد يتم التصريح بالبث الدعائي من قبل الحكومة في موقع الإرسال، ولكن يمكن اعتباره غير مرغوب فيه أو غير قانوني من قبل حكومة منطقة الاستقبال المقصودة. أدى البث الدعائي الذي تقوم به الحكومات الوطنية ضد مصالح الحكومات الوطنية الأخرى إلى إنشاء محطات تشويش إذاعي ترسل ضوضاء على نفس التردد لمنع استقبال الإشارة الواردة. بينما نقلت الولايات المتحدة برامجها إلى الاتحاد السوفيتي، الذي حاول التشويش عليها، قررت حكومة المملكة المتحدة في عام 1970 استخدام جهاز إرسال تشويش لإغراق الإرسالات الواردة من محطة راديو بحر الشمال التجارية الدولية، التي كان مقرها. على متن السفينة الحركية Mebo II الراسية قبالة جنوب شرق إنجلترا في بحر الشمال. ومن الأمثلة الأخرى على هذا النوع من البث غير العادي (WAGR-410)، وهو قاطع لخفر السواحل بالولايات المتحدة والذي نشأ ونقل بث صوت أمريكا من مرسى في جزيرة رودس اليونانية إلى دول الكتلة السوفيتية. تم نقل بالونات فوق كي ويست ، فلوريدا، لدعم البث التلفزيوني لتلفزيون مارتي، الذي يتم توجيهه إلى كوبا (الحكومة الكوبية تشوش الإشارات). تم نقل طائرات البث العسكرية فوق فيتنام والعراق والعديد من الدول الأخرى بواسطة سلاح الجو الأمريكي.

## القرصنة في راديو الهواة وذات الاتجاهين
الاستخدام غير المشروع للطيف الراديوي المرخص (المعروف أيضا باسم التهريب في CB الدوائر)  هو شائع إلى حد ما، ويأخذ عدة أشكال.
- التشغيل غير المرخص - المرتبط بشكل خاص بخدمات راديو الهواة وخدمات الاتصالات الشخصية المرخصة مثل GMRS، يشير هذا إلى استخدام معدات الراديو في قسم من الطيف تم تصميم المعدات من أجله ولكن المستخدم غير مرخص له بالعمل (معظم هؤلاء المشغلين هم المعروفين بشكل غير رسمي باسم «قراصنة حزمة الفقاعات» من عبوات التجزئة البلاستيكية المختومة والمشتركة في أجهزة الاتصال اللاسلكي هذه). في حين أن القرصنة على نطاق GMRS الأمريكي، على سبيل المثال، منتشرة على نطاق واسع (تشير بعض التقديرات إلى أن العدد الإجمالي لمستخدمي GMRS يفوق عدد المستخدمين المرخص لهم بعدة أوامر من حيث الحجم)، فإن مثل هذا الاستخدام يكون منضبطًا بشكل عام فقط في الحالات التي يتداخل فيها نشاط القرصان مع المرخص له. من الحالات الملحوظة حالة المشغل الهواة السابق في الولايات المتحدة جاك جيريتسن الذي يعمل تحت علامة النداء الملغاة KG6IRO [6] والذي تمت مقاضاته بنجاح من قبل لجنة الاتصالات الفيدرالية (FCC) بسبب التشغيل غير المرخص والتدخل الضار.[7] فئة فرعية من هذا النطاق هي النطاق المجاني، واستخدام التخصيصات القريبة من التخصيص القانوني، وعادةً ما يكون 27 نطاق MHz Citizen باستخدام معدات معدلة أو مصممة لهذا الغرض.
- التداخل غير المتعمد - شائع عند إحضار معدات الاتصالات الشخصية إلى بلدان لا يُعتمد تشغيلها فيها. ينتج مثل هذا التداخل عن تضارب توزيعات التردد، ويتطلب أحيانًا إعادة تخصيص بالجملة لنطاق موجود بسبب مشكلة تداخل لا يمكن التغلب عليها؛ على سبيل المثال، الموافقة في كندا عام 2004 على الاستخدام غير المرخص لترددات خدمة راديو الهاتف المحمول العامة للولايات المتحدة بسبب التداخل من مستخدمي أجهزة الراديو FRS / GMRS من الولايات المتحدة، حيث كان على الصناعة الكندية نقل عدد من المستخدمين المرخصين على GMRS الترددات للقنوات غير المشغولة لاستيعاب الخدمة الموسعة.
- التداخل المتعمد أو الضار - يشير إلى استخدام الراديو ثنائي الاتجاه لمضايقة المستخدمين الآخرين لقناة أو التشويش عليهم. تتم مقاضاة مثل هذا السلوك على نطاق واسع، خاصةً عندما يتعارض مع الخدمات الحيوية للمهمة مثل راديو الطيران أو راديو VHF البحري.
- معدات غير قانونية - تشير إلى استخدام معدات أو معدات معدلة بشكل غير قانوني غير معتمدة لنطاق معين. تشتمل هذه المعدات على مكبرات صوت خطية غير قانونية لراديو CB أو تعديل الهوائي أو الدائرة على أجهزة الاتصال اللاسلكي، أو استخدام أجهزة الراديو «للتصدير» للنطاقات المجانية، أو استخدام أجهزة راديو الهواة في النطاقات غير المرخصة التي لم يتم اعتماد معدات الهواة لها. يعد استخدام معدات الراديو البحرية VHF لعمليات الراديو المتنقل الداخلي أمرًا شائعًا في بعض البلدان، مع صعوبة الإنفاذ نظرًا لأن الترددات العالية جدًا البحرية هي عمومًا مقاطعة للسلطات البحرية.

## أمثلة على محطات الراديو المقرصنة
- Beat Radio ، مينيابوليس، مينيسوتا، الولايات المتحدة الأمريكية
- BMIR ، بلاك روك سيتي، نيفادا، الولايات المتحدة الأمريكية
- راديو بريطانيا، المملكة المتحدة
- راديو المواطنين 102.8 FM ، هونغ كونغ
- Dread Broadcasting Corporation ، أول محطة إذاعية للموسيقى السوداء في لندن
- راديو مجاني سانتا كروز كاليفورنيا، الولايات المتحدة
- الليزر 558 بحر الشمال
- ميكس FM ، أوتاوا
- KQLZ ، محطة إذاعية قانونية وصفت باسم Pirate Radio Los Angeles (مع عنوان بريدي في صندوق بريد في أفالون)
- راديو كات القراصنة، منطقة خليج سان فرانسيسكو
- هيئة راديو بورتلاند، بورتلاند، أوريغون، الولايات المتحدة الأمريكية
- راديو 270، المملكة المتحدة
- راديو 390، المملكة المتحدة
- راديو كارولين، المملكة المتحدة
- راديو سيتي، المملكة المتحدة
- راديو فيرست تيرمر، سايغون، فيتنام 1971
- راديو هوراكي، نيوزيلندا (السفينة، تيري 1 وتيري 2) (الآن مرخص وقانوني)
- راديو جاكي، المملكة المتحدة (الآن مرخص وقانوني)
- راديو ميركور، الدنمارك
- راديو ميليندا، دبلن
- راديو بحر الشمال الدولي
- راديو نيويورك الدولي، جونز بيتش ، نيويورك ، الولايات المتحدة (سفينة القراصنة 1987 و 1988)
- راديو نوفا ، دبلن 1981-1986
- راديو اسكتلندا ، المملكة المتحدة (سفينة القراصنة في الستينيات)
- راديو فيرونيكا ، هولندا
- Rinse FM ، لندن (حصلت على ترخيص في 2010)
- راديو يتأرجح إنجلترا ، المملكة المتحدة
- راديو Thameside لندن
- TSF ، لشبونة، البرتغال (الآن مرخصة وقانونية)
- توايلايت إف إم ، هال، إيست يوركشاير 1993-1997
- صوت السلام، إسرائيل (سفينة القراصنة)
- راديو رائع لندن ، المملكة المتحدة
- راديوBIP (بيزنسون ، 1977-1978)

## في الثقافة الشعبية
تم وضع أفلام The Boat That Rocked ،  Pump Up the Volume ، و On the Air Live with Captain Midnight ، بالإضافة إلى المسلسل التلفزيوني People Just Do Nothing، تدور أحداثها في عالم راديو القراصنة ، بينما تعرض Born in Flames راديو القرصان باعتبارها جزءًا من حركة سياسية سرية. راديو القراصنة هو أيضًا نقطة مركزية للعبة الفيديو Jet Set Radio.

## روابط خارجية
- Thomas H. White «تاريخ راديو الولايات المتحدة المبكر»
- Harvey J. Levin: ريادة اقتصاديات الموجات الهوائية
- المصدر غير المرئي: استخدام وتنظيم الطيف الراديوي
- قاعة مشاهير راديو القراصنة